# Carlo Andrea Caracciolo
Carlo Andrea de Caracciolo (Nàpols, 1583 – 5 d’agost de 1646) va ser un noble i militar napolità al servei de la Corona Hispànica.
Comença la seva carrera militar a vint-i-vuit anys, participant en l’expedició del marquès de Santa Cruz a l’illa de Quèrquens (Tunísia), on és ferit. Després de tenir uns quants fills amb Teresa Vittorio Ravaschieri, el 1621 reprèn la seva carrera militar, sent nomenat mestre de cap pel virrei de Nàpols Zapata. Al servei de la Corona Hispànica participa en nombroses batalles. Entre altres,  la recuperació de Bahía, al Brasil (1625); la defensa de Cadis contra les tropes angleses (1629); la batalla de Nordlinghen (1634); o bé, com a comandat d’un terç sota les ordres del duc de Feria i del marquès de Leganés, en les guerres que s'estan produint a l’Europa septentrional.

## Hostilitats contra el regne de França
La tardor de 1635 se’n va a socórrer Valencia de Po de l’atac francès, la seva intervenció serà mereixedora de l’enhorabona per part del comte-duc d’Olivares. El 19 de febrer de 1638 és nomenat membre del Consell de Guerra. Aquella primavera és nomenat mestre de camp general de l’exèrcit de Navarra. Des d’aquesta responsabilitat, va lluitar contra l’exèrcit francès a Hondarribia.
L’estiu de 1639 és enviat a Salses per tal que Felip IV de Castella recuperés la plaça. Caracciolo, que s'estava recuperant d’una ferida, no s'hi desplaçarà fins a la segona meitat d’agost. Segons el virrei Dalmau de Queralt, la seva actuació va ser decisiva en la batalla produïda el primer de novembre, en la qual el príncep Condé desitjava enviar reforços a la fortalesa.
Malgrat l’èxit militar, Caracciolo i el seu fill foren empresonats a Perpinyà per les discrepàncies que mantenien amb el comte de Santa Coloma. En ser alliberats, foren enviats a Cadis, des d’on fou enviat a la frontera d’Aragó com a mestre de camp general. El 10 de setembre de 1640, els diputats del General s'assabenten que aviat prendrà camí des de Madrid a Saragossa. 

## Guerra dels Segadors i Guerra dels Trenta Anys
A finals de setembre del 1640, Caracciolo té un paper decisiu en la conquesta de Tortosa, Balaguer, Cambrils, i el pacte de rendició de Tarragona. Juntament amb l’exèrcit del marquès de Los Vélez, avança fins a Barcelona, on les tropes hispàniques seran derrotades en la batalla de Montjuïc (26 de gener del 1641), en la qual mor el seu fill Carlo Maria. Caracciolo refusa la prerrogativa que li havia concedit Felip IV de Castella per viatjar a Nàpols per recuperar-se anímicament d’aquesta pèrdua.
Després de participar en la defensa de Tarragona (4 de maig – 31 d’agost). Caracciolo refusa la prerrogativa que li havia concedit Felip IV de Castella per viatjar a Nàpols per recuperar-se anímicament d’aquesta pèrdua. L’hivern de 1642 participa en l’intent de les tropes hispàniques per mantenir el control del Rosselló.
Durant les campanyes de 1643 i 1644 participa en l’intent de la Cort Hispànica per sufocar la rebel·lió portuguesa. Malgrat que el febrer de 1645 obté un nou permís per retirar-se a la seva regió natal, el seu descans serà breu. Quan Orbetello és assetjat per l’exèrcit francès (20 de maig de 1646), les autoritats italianes li confien la defensa del municipi. Caracciolo té èxit en l’empresa, aconseguint alliberar el municipi el 19 de juliol. El militar retorna a Nàpols el 28 de juliol, on morirà pocs dies més tard.